# Cafe Wha?
Il Cafe Wha? è un club situato nel Greenwich Village a Manhattan, New York City, in cui si sono esibiti molti musicisti e attori. Bob Dylan, Jimi Hendrix, Bruce Springsteen, Kool and the Gang, Bill Cosby, Richard Pryor, e molti altri all'inizio della loro carriera si sono esibiti in questo locale.
Durante il 1960, era gestito da Manny Roth, zio del cantante rock David Lee Roth.
Il Cafe Wha? è al n° 115 di MacDougal Street, tra Bleecker e West 3rd Streets, a circa due isolati dal parco Washington Square Park.